# Port lotniczy Namorik
Port lotniczy Namorik (IATA: NDK) – port lotniczy zlokalizowany na atolu Namorik (Wyspy Marshalla).